# 亞納馬區
亞納馬區（西班牙語：Distrito de Yanama），是秘魯的一個區，位於該國北部安卡什大區的永蓋省，始建於1920年8月2日，面積279.85平方公里，海拔高度3,375米，2005年人口7,105，人口密度為每平方公里25人。